# 有尾水筛
有尾水筛（学名：Blyxa echinosperma），或稱台湾箦藻，为水鳖科箦藻属下的一个种。

## 扩展阅读
- 維基物種上的相關：台湾箦藻